# Dodecocerus
Dodecocerus is een kevergeslacht uit de familie van de boktorren (Cerambycidae). De wetenschappelijke naam van het geslacht werd voor het eerst geldig gepubliceerd in 2008 door Dalens & Touroult.

## Soorten
Dodecocerus is monotypisch en omvat slechts de volgende soort:
- Dodecocerus poirieri Dalens & Touroult, 2008